# Raúl Spivak
Raúl Spivak (* 30. August 1906 in Buenos Aires; † April 1975 in Boca Raton) war ein argentinischer klassischer Pianist und Musikpädagoge.

## Leben und Werk
Raúl Spivak studierte bei Vincenzo Scaramuzza in Buenos Aires sowie bei Eduard Steuermann und Arthur Schnabel in den USA. Von 1940 bis 1951 war er zudem Kompositionsschüler bei Gilardo Gilardi, Constantino Gaito und Jacobo Ficher in La Plata.
Ausgedehnte Konzertreisen führten Spivak durch Lateinamerika, die USA, Kanada und durch Europa. Er engagierte sich insbesondere für lateinamerikanische und spanische Musik und Musiker. 1965 war er Artist in Residence an der North Carolina State University in Raleigh und 1967 an der University of North Carolina in Charlotte. 1968 wurde er zum Professor für Klavier an die Florida Atlantic University in Boca Raton berufen. Einer seiner Klavierschüler war Astor Piazolla.